# Amt Schradenland
L'Amt Schradenland (letteralmente: "comunità amministrativa della regione dello Schraden") è una comunità amministrativa del Land tedesco del Brandeburgo.

## Suddivisione
Appartengono alla comunità i comuni di Großthiemig, Hirschfeld, Gröden e Merzdorf. Il capoluogo è Gröden.